# Pristomerus columbiensis
Pristomerus columbiensis là một loài tò vò trong họ Ichneumonidae.